# Адуево (Московская область)
Адуево — деревня в Ермолинском сельском поселении Истринского района Московской области. Население — 6 чел. (2010), в деревне 1 улица — Лазурная, зарегистрировано 3 садовых товарищества. С Истрой связан автобусным сообщением (автобус № 30К. Платф. Истра — Духанино).
Находится примерно в 7 км на северо-восток от Истры, высота над уровнем моря 183 м. Ближайшие населённые пункты: Сысоево в 2 км на юго-запад, Духанино в 1,5 км на северо-запад, Холмы в 1 км на север и Лисавино в 1 км на северо-восток.

## Население
| 2002 | 2006 | 2010 |
| ---- | ---- | ---- |
| 14   | ↘4   | ↗6   |